# 国机通用
国机通用机械科技股份有限公司（上交所：600444，简称：国机通用），是中国上海证券交易所的一家上市公司，主营业务为流体机械相关的产品研发及制造、技术服务与咨询、工程设计及成套等业务和塑料管材的研发、生产、销售。

## 历史
公司前身为安徽德安制管有限公司，由中国银行安徽省信托咨询公司、宿州市塑胶工业公司、德国尤尼克塑料机械有限公司于1993年12月30日发起设立。1999年2月更名为安徽国风制管有限公司，同年12月更名为安徽德安制管有限公司，2000年8月变更为股份公司并更名安徽国通高新管业股份有限公司，2004年2月19日在上海证券交易所挂牌上市，2016年变更为现名。
公司控股股东为合肥通用机械研究院有限公司，直属于中国机械工业集团。
2020年，公司实现营业收入7.01亿元，同比增长3.32%；实现净利润4556.14万元，同比下降6.17%。